# کاستریس
کاستریس، با جمعیت ۱۰،۶۳۴، پایتخت سنت لوسیا—کشوری در دریای کارائیب— است. ناحیه‌ای به همین نام در سنت لوسیا ۶۱،۳۴۱ در ۲۰۰۱-۰۵-۲۲، و مساحتی بالغ بر ۳۰٫۵ مایل مربع (۷۹ کیلومتر مربع) را فرا می‌گیرد.